# NGC 1925
NGC 1925 ist ein offener Sternhaufen in der Großen Magellanschen Wolke, im Sternbild Schwertfisch. Das Objekt wurde am 30. November 1834 von dem Astronomen John Herschel entdeckt.